# Liste der Orgeln in Salzburg
In der Liste der Orgeln in Salzburg werden sukzessive alle Orgeln im Land Salzburg erfasst.

## Liste der Orgeln

### Bezirk Hallein
| Gemeinde                  | Ort/Katastral- gemeinde | Kirche/ Gebäude                       | Bild | Standort     | Orgelbauer                     | Jahr            | Man. | Reg. | Bemerkungen |
| ------------------------- | ----------------------- | ------------------------------------- | ---- | ------------ | ------------------------------ | --------------- | ---- | ---- | --- |
| Abtenau                   | Abtenau                 | Pfarrkirche Abtenau                   |      | Südwand      | Dreher & Flamm                 | 1939            | II/P | 19   | Disposition |
| Adnet                     | Adnet                   | Pfarrkirche Adnet                     |      | Westempore   | Albert Mauracher               | 1891            | I/P  | 7    | Disposition |
| Annaberg-Lungötz          | Annaberg im Lammertal   | Pfarrkirche Annaberg im Lammertal     |      | Musikempore  | Max Dreher                     | 1952            | I/P  | 7    | Disposition |
| Bad Vigaun                | Bad Vigaun              | Pfarrkirche Bad Vigaun                |      | Musikempore  | Johann N. Mauracher            | 1865            | I/P  | 8    | Disposition |
| Golling                   | Golling                 | Pfarrkirche Golling                   |      | Musikempore  | Matthäus Mauracher             |                 | II/P | 12   | |
| Golling                   | Torren                  | Wallfahrtskirche St. Nikolaus         |      | Westempore   | Vermutlich Leopold Rotenburger | 1627 oder davor | I    | 5    | Das Positiv stand ursprünglich auf dem Dürrnberg und stellt die älteste Kirchen-Orgel Salzburgs dar. → Orgel-Positiv |
| Hallein                   | Stadt Hallein           | Bürgerspitalskirche zum hl. Kreuz     |      | Seitenempore | Karl Mauracher                 | 1839            | I/P  | 5    | Disposition → |
| Hallein                   | Stadt Hallein           | Musikhaus Hallein                     |      | Saal         | J. L. van den Heuvel           | 2009            | II/P | 11   | |
| Hallein                   | Stadt Hallein           | Pfarrkirche Hallein                   |      | Westempore   | Rieger Orgelbau                | 2018            | II/P | 30   | → Gruber Orgel Mit Inschrift: Laudate Eum [in] Chordis & Organo                                                      |
| Hallein                   | Stadt Hallein           | Schaitbergerkirche                    |      | Ostwand      |                                |                 | II/P | 11   | |
| Hallein                   | Dürrnberg               | Pfarr- und Wallfahrtskirche Dürrnberg |      | Westempore   | Johann Nepomuk Carl Mauracher  | 1860            | II/P | 15   | → Orgel |
| Krispl                    | Krispl                  | Pfarrkirche Krispl                    |      | Leuteempore  | Albert Mauracher               | 1909            | I/P  | 6    | |
| Kuchl                     | Kuchl                   | Pfarrkirche Kuchl                     |      | Westempore   | Albert Mauracher               | 1900            | II/P | 16   | |
| Oberalm                   | Oberalm                 | Pfarrkirche Oberalm                   |      | Westempore   | Karl Göckel                    | 2008            | II/P | 22   | Disposition |
| Puch bei Hallein          | Puch bei Hallein        | Pfarrkirche Puch bei Hallein          |      | Westempore   | Hermann Oettl                  | 1980            | II/P | 12   | Disposition |
| Puch bei Hallein          | Sankt Jakob am Thurn    | Pfarrkirche St. Jakob am Thurn        |      | Westempore   | Metzler Orgelbau               | 2001            | II/P | 13   | Disposition |
| Rußbach am Paß Gschütt    | Rußbach am Paß Gschütt  | Pfarrkirche Rußbach am Paß Gschütt    |      | Westempore   | Matthäus Mauracher d. Ä.       | 1870            | II/P | 11   | Disposition |
| Scheffau am Tennengebirge | Scheffau                | Filialkirche Scheffau                 |      | Westempore   | Kögler                         | 2010            | II/P | 15   | Das Instrument aus dem Jahre 2010 ist die dritte nachgewiesene Orgel in der Scheffauer Kirche. → Orgel               |
| Sankt Koloman             | St. Kolomann            | Pfarrkirche Sankt Koloman (Salzburg)  |      | Musikempore  | Kögler                         | 2013            | II/P | 14   | → Pfarrkirche Sankt Koloman (Salzburg)                                                                               |

### Salzburg (Stadt)
| Gemeinde | Ort/Katastral- gemeinde | Kirche/ Gebäude                                          | Bild | Standort        | Orgelbauer                                                   | Jahr      | Man.  | Reg. | Bemerkungen                                                                            |
| -------- | ----------------------- | -------------------------------------------------------- | ---- | --------------- | ------------------------------------------------------------ | --------- | ----- | ---- | -------------------------------------------------------------------------------------- |
| Salzburg | Altstadt                | Collegienkirche                                          |      | Musikempore     | Matthäus Mauracher I. 1982 von der Fa. Pirchner restauriert. | 1868      | III/P | 32   | → Orgel                                                                                |
| Salzburg | Altstadt                | Dom Hauptorgel                                           |      | Westempore      | Metzler Orgelbau                                             | 1988      | III/P | 58   | → Festorgel                                                                            |
| Salzburg | Altstadt                | Haus für Mozart                                          |      | Freiluftorgel   | Max Dreher                                                   | 1925      | I/P   | 20   | 1962 stillgelegt, 2009 restauriert und instand gesetzt                                 |
| Salzburg | Altstadt                | Franziskanerkirche                                       |      | Chorumgang Nord | Metzler Orgelbau                                             | 1989      | III/P | 48   | Disposition                                                                            |
| Salzburg | Altstadt                | Franziskanerkirche                                       |      |                 | Metzler Orgelbau                                             | 2003      | III/P | 50   | Disposition                                                                            |
| Salzburg | Altstadt                | Franziskanerkirche                                       |      |                 | Roland Hitsch                                                | 2004      | I/P   | 8    | Disposition                                                                            |
| Salzburg | Mülln                   | Leprosenhaus                                             |      | Südempore       | Albert Mauracher                                             | 1910/1981 | I/P   | 6    | Von Fritz Mertel technisch neu hergestellt und von 5 auf 6 Register erweitert.         |
| Salzburg | Liefering               | Pfarrkirche zu den hll. Apostelfürsten Petrus und Paulus |      | Westempore      | Orgelbau Pieringer                                           | 2009      | II/P  | 15   | Disposition. Die neue Orgel wurde am 5. Juli 2009 von Prälat Hans Paarhammer gesegnet. |
| Salzburg | Neustadt, Linzer Gasse  | Sebastianskirche                                         |      |                 | Karl Mauracher                                               | 1828      | I/P   | 12   | Erste Orgel in der Stadt Salzburg ohne kurze Oktave. → Orgel                           |
| Salzburg | Nonntal                 | Erhardkirche                                             |      |                 | Helmut Allgäuer                                              | 1984      | I/P   | 14   | Disposition                                                                            |
| Salzburg | Riedenburg              | St. Paul                                                 |      |                 | Karl Nelson Orgelbyggeri AB                                  |           | II/P  | 24   | Disposition                                                                            |

### Bezirk Salzburg-Land
| Gemeinde                   | Ort/Katastral- gemeinde | Kirche/ Gebäude                    | Bild     | Standort    | Orgelbauer            | Jahr | Man.  | Reg. | Bemerkungen                                                                            |
| -------------------------- | ----------------------- | ---------------------------------- | -------- | ----------- | --------------------- | ---- | ----- | ---- | -------------------------------------------------------------------------------------- |
| Bergheim                   | Maria Plain             | Wallfahrtskirche Maria Plain       |          | Westempore  | Georg Westenfelder    | 1998 | II/P  | 19   | Gehäuse aus 1682 von Christoph Egedacher                                               |
| Elixhausen                 | Elixhausen              | Pfarrkirche Elixhausen             |          | Westempore  | Ludwig Mooser         | 1857 | I/P   | 6    |                                                                                        |
| Faistenau                  | Faistenau               | Pfarrkirche Faistenau              |          | Betempore   | Alois Linder          | 2018 | II/P  | 18   | → Orgel                                                                                |
| Grödig                     | Grödig                  | Pfarrkirche Grödig                 |          | Westempore  | Fritz Mertel          | 1962 | II/P  | 18   |                                                                                        |
| Grödig                     | St. Leonhard            | Wallfahrtskirche St. Leonhard      |          | Westempore  | Orgelbau Kögler       | 1980 | II/P  | 14   | Disposition                                                                            |
| Großgmain                  | Großgmain               | Pfarr- und Wallfahrtskirche        |          | Westempore  | Ludwig Mooser         | 1845 | II/P  | 17   | Instrument praktisch komplett erhalten. → Orgel                                        |
| Hallwang                   | Hallwang                | Pfarrkirche Hallwang               |          | Westempore  | Orgelbau Pieringer    | 2005 | II/P  | 20   | Disposition                                                                            |
| Lamprechtshausen           | Oberarnsdorf            | Maria am Mösl                      |          | Westempore  | Andreas Mitterreither | 1745 | I/P   | 8    | 1846 von Ludwig Mooser umgebaut                                                        |
| Hof                        | Hof                     | Pfarrkirche                        |          | Westempore  | Dreher und Reinisch   | 1981 | II/P  | 15   | 2009 wurde sie von Orgelbau Roland Hitsch gereinigt und instand gesetzt. → Orgel       |
| Hallwang                   | Hallwang                | Pfarrkirche Hallwang               |          | Westempore  | Orgelbau Pieringer    | 2005 | II/P  | 19   | Disposition                                                                            |
| Neumarkt am Wallersee      |                         | Pfarrkirche Neumarkt am Wallersee  | zentiert | Hauptempore | Dreher & Reinisch     | 1949 | II/P  | 22   | Disposition mit teilweiser Wiederverwendung des Gehäuses aus 1888 von Albert Mauracher |
| Niederalm                  |                         | Pfarrkirche Niederalm              |          | Hauptempore | Dreher & Flamm        | 1938 | II/P  | 15   |                                                                                        |
| Nußdorf am Haunsberg       |                         | Pfarrkirche Nußdorf am Haunsberg   |          | Hauptempore | Albert Mauracher      | 1913 | I/P   | 7    | → Pfarrkirche Nußdorf am Haunsberg                                                     |
| Oberndorf                  |                         | Stadtpfarrkirche Oberndorf         |          | Hauptempore | Rieger Orgelbau       | 1982 | II/P  | 25   | → Orgel                                                                                |
| Oberndorf                  | Maria Bühel             | Wallfahrtskirche Mariæ Heimsuchung |          | Hauptempore | Ludwig Mooser         | 1857 | I/P   | 8    | → Orgel                                                                                |
| Plainfeld                  | Plainfeld               | Pfarrkirche Plainfeld              |          | Hauptempore | Fritz Mertel          | 1997 | II/P  | 11   | Disposition                                                                            |
| Seeham                     | Seeham                  | Pfarrkirche Seeham                 |          | Hauptempore | Orgelbau Pirchner     | 1999 | II/P  | 18   |                                                                                        |
| Siezenheim                 | Siezenheim              | Pfarrkirche Siezenheim             |          | Hauptempore | Albert Mauracher      | 1905 | II/P  | 12   | 1998 und 2014 Sanierungen durch Orgelbau Pieringer                                     |
| Sankt Georgen bei Salzburg | Untereching             | Filialkirche Untereching           |          | Hauptempore | Johann N. Mauracher   | 1877 | I/P   | 5    | Disposition                                                                            |
| St. Gilgen                 | St. Gilgen              | Pfarrkirche Sankt Gilgen           |          | Hauptempore | Rieger Orgelbau       | 1991 | III/P | 31   | Gehäuse von Ludwig Mooser aus 1841 → Pfarrkirche Sankt Gilgen                          |
| Straßwalchen               |                         | Pfarrkirche Straßwalchen           |          | Hauptempore | Orgelbau Mathis       | 1992 | II/P  | 21   | Disposition                                                                            |
| Strobl                     | Strobl                  | Pfarrkirche Strobl                 |          | Hauptempore | Orgelbau Felsberg     | 2003 | II/P  | 19   | → Pfarrkirche Strobl                                                                   |
| Thalgau                    |                         | Pfarrkirche Thalgau                |          | Hauptempore | Rochus Egedacher      | 1750 | II/P  | 22   |                                                                                        |

### Bezirk St. Johann im Pongau
| Gemeinde                    | Ort/Katastral- gemeinde | Kirche/ Gebäude                         | Bild | Standort   | Orgelbauer                 | Jahr | Man. | Reg. | Bemerkungen                                            |
| --------------------------- | ----------------------- | --------------------------------------- | ---- | ---------- | -------------------------- | ---- | ---- | ---- | ------------------------------------------------------ |
| Altenmarkt im Pongau        | Altenmarkt              | Pfarrkirche Altenmarkt im Pongau        |      | Westempore | Dreher & Reinisch          | 1974 | II/P | 23   | Disposition                                            |
| Bischofshofen               | Bischofshofen           | Pfarrkirche Bischofshofen               |      | Westempore | Orgelbau Kögler            | 2000 | II/P | 22   |                                                        |
| Bischofshofen               | Pöham                   | Filialkirche Pöham                      |      | Westempore | unbekannt                  |      | I    | 4    | barocke Orgel aus Schloss Stuppach in Niederösterreich |
| Eben im Pongau              | Eben                    | Pfarrkirche Eben im Pongau              |      | Westempore | Bruno Riedl                | 1977 | II/P |      |                                                        |
| Filzmoos                    | Filzmoos                | Pfarr- und Wallfahrtskirche Filzmoos    |      | Westempore | Ludwig Mauracher           | 1858 | I/P  | 8    | → Orgel                                                |
| Flachau                     | Flachau                 | Pfarrkirche Flachau                     |      | Westempore | Matthäus Mauracher         | 1868 | I/P  |      |                                                        |
| Forstau                     | Forstau                 | Pfarrkirche Forstau                     |      | Westempore | Hans Mertel                | 1910 | I/P  |      |                                                        |
| Kaprun                      | Kaprun                  | Pfarrkirche Kaprun                      |      | Westempore | Albert Mauracher           | 1885 | I/P  | 8    |                                                        |
| Pfarrwerfen                 | Pfarrwerfen             | Pfarrkirche Pfarrwerfen                 |      |            | Matthäus Mauracher d. Ä.   | 1861 | II/P | 12   |                                                        |
| Radstadt                    | Radstadt                | Pfarrkirche Radstadt                    |      |            | Orgelbau Westenfelder      | 2005 | II/P | 29   | Disposition                                            |
| St. Martin am Tennengebirge |                         | Pfarrkirche St. Martin am Tennengebirge |      |            | Dreher & Flamm             | 1937 | II/P |      |                                                        |
| Sankt Veit im Pongau        | St. Veit im Pongau      | Pfarrkirche Sankt Veit im Pongau        |      |            | Johann Christoph Egedacher | 1714 | I/P  | 8    | Disposition                                            |
| Wagrain                     | Wagrain                 | Pfarrkirche Wagrain                     |      |            | Andreas Kaltenbrunner      | 2006 | II/P | 25   | Joseph Mohr-Gedächtnisorgel                            |

### Bezirk Tamsweg
| Gemeinde                | Ort/Katastral- gemeinde | Kirche/ Gebäude                   | Bild | Standort   | Orgelbauer            | Jahr     | Man. | Reg. | Bemerkungen |
| ----------------------- | ----------------------- | --------------------------------- | ---- | ---------- | --------------------- | -------- | ---- | ---- | --- |
| Lessach                 | Lessach                 | Pfarrkirche Lessach               |      | Westempore | Matthäus Mauracher    | 1910     | I/P  | 10   | |
| Mariapfarr              | Mariapfarr              | Wallfahrtsbasilika Mariapfarr     |      | Westempore | Dreher & Flamm        | 1951     | II/P | 25   | |
| Mauterndorf             | Mauterndorf             | Pfarrkirche Mauterndorf           |      | Westempore | Matthäus Mauracher    | 1870     | II/P | 15   | Disposition |
| Ramingstein             | Ramingstein             | Pfarrkirche Ramingstein           |      | Westempore | Walter Vonbank        | 2006     | II/P | 13   | Disposition |
| Sankt Michael im Lungau | Sankt Martin            | Filialkirche St. Martin           |      | Westempore | Josef Ignaz Meyenberg | 1701     | I    | 6    | Meyenberg schuf die Orgel für die Pfarrkirche St. Michael, 1759 übertrug sie Rochus Egedacher in die Filialkirche St. Martin. Im Zuge der 2012 begonnenen Kirchenrenovierung soll das Instrument restauriert werden.                                                         |
| St. Michael im Lungau   | St. Michael im Lungau   | Pfarrkirche St. Michael im Lungau |      | Westempore | Albert Mauracher      | 1909     |      |      | Gehäuse aus 1754 |
| Tamsweg                 | Seetal                  | Pfarrkirche Seetal                |      | Westempore | Orgelbau Pirchner     | 1964     | I/P  | 10   | |
| Tamsweg                 | Tamsweg                 | Dekanatspfarrkirche Tamsweg       |      | Westempore | Orgelbau Kögler       | 2007     | II/P | 23   | Disposition |
| Tamsweg                 | Tamsweg                 | St. Leonhard ob Tamsweg           |      | Westempore | Johann Dummel         | 1837/38  | I/P  | 11   | 2005–2007 umfassend von Walter Vonbank restauriert |
| Thomatal                | Thomatal                | Pfarrkirche Thomatal              |      | Westempore | Albert Mauracher      | 1883     | I/P  |      | |
| Tweng                   | Tweng                   | Pfarrkirche Tweng                 |      | Westempore | Albert Mauracher      | 1901     | I/P  |      | |
| Unternberg              | Unternberg              | Pfarrkirche Unternberg            |      | Westempore |                       |          | I/P  |      | |
| Unternberg              | Schloss Moosham         | Burgkapelle                       |      | Westempore |                       | ca. 1720 | I    | 4    | Das Instrument war ursprünglich sicher in einem Raum mittig aufgestellt, um es von allen Seiten, mit den vier bemalten Flügeltüren, betrachten zu können. Um 1890 wurde es von Johann Nepomuk Wilczek angekauft, es ist z. Z. in einer Ecke der Schlosskapelle positioniert. |

### Bezirk Zell am See
| Gemeinde                        | Ort/Katastral- gemeinde      | Kirche/ Gebäude                                | Bild | Standort    | Orgelbauer                                        | Jahr                         | Man. | Reg. | Bemerkungen |
| ------------------------------- | ---------------------------- | ---------------------------------------------- | ---- | ----------- | ------------------------------------------------- | ---------------------------- | ---- | ---- | --- |
| Bruck an der Großglocknerstraße |                              | Pfarrkirche Bruck an der Großglocknerstraße    |      | Orgelempore | Albert Mauracher                                  | 1891                         | II/P | 15   | [ 9 ] |
| Eschenau                        |                              | Pfarrkirche Eschenau                           |      | Orgelempore | Mauracher                                         | ca. 1850                     | I/P  |      | |
| Hollersbach                     |                              | Pfarrkirche Hollersbach                        |      | Orgelempore | Matthäus Mauracher                                | 1900                         | I/P  | 7    | |
| Kaprun                          |                              | Pfarrkirche Kaprun                             |      | Orgelempore | Albert Mauracher                                  | 1885                         | I/P  | 7    | |
| Lend (Salzburg)                 | Lend                         | Pfarrkirche Embach                             |      | Orgelempore | Albert Mauracher                                  | 1887                         | I/P  | 10   | |
| Maishofen                       | Maishofen                    | Pfarrkirche Maishofen                          |      | Orgelempore | Orgelbau Lenter                                   | 2010                         | II/P | 26   | |
| Maria Alm am Steinernen Meer    | Maria Alm am Steinernen Meer | Pfarrkirche Maria Alm                          |      | Volksempore | Matthäus Mauracher d. Ä.                          | 1868                         | II/P | 17   | 2021/22 Umbau/reorganisiert durch Karl Schuke |
| Piesendorf                      | Piesendorf                   | Pfarrkirche Piesendorf                         |      | Empore      |                                                   | 1854                         | I/P  |      | |
| Rauris                          | Bucheben                     | Pfarrkirche Bucheben                           |      | Empore      |                                                   | 1896                         | I/P  | 7    | [ 10 ] |
| Rauris                          |                              | Pfarrkirche zu den hll. Jakobus und Martin     |      | Musikempore | Johann Lachmayr (Orgel), Hans Mauracher (Gehäuse) | 1892 (Orgel), 1886 (Gehäuse) | II/P | 13   | Das Gehäuse befand sich ursprünglich in der Ursulinenkirche, 1996 wurden es nach Rauris transferiert und die Lachmayr-Orgel aus dem Engelszell darin eingebaut. |
| Saalbach-Hinterglemm            | Saalbach                     | Pfarrkirche Saalbach                           |      | Musikempore | Martin Pflüger                                    | 2000                         | II/P | 22   | |
| Saalfelden                      |                              | Dekanatspfarrkirche Saalfelden                 |      | Musikempore | Karl Mauracher                                    | 1835                         | II/P | 20   | 1995 umfassend restauriert |
| St. Martin bei Lofer            | Kirchental                   | Wallfahrtskirche zu Unserer Lieben Frau Geburt |      | Hauptempore | Matthäus Mauracher I.                             | 1858                         | I/P  | 12   | → Orgel |
| Stuhlfelden                     |                              | Pfarrkirche Stuhlfelden                        |      | Orgelempore | Reinisch-Pirchner                                 | 1963                         | II/P | 18   | |
| Taxenbach                       | Eschenau im Pinzgau          | Pfarrkirche Eschenau                           |      | Orgelempore | Matthäus Mauracher                                | 1850                         | I/P  |      | |
| Taxenbach                       |                              | Pfarrkirche Taxenbach                          |      | Orgelempore | Albert Mauracher                                  | 1889                         | II/P | 14   | |
| Unken (Salzburg)                |                              | Pfarrkirche Unken                              |      | Orgelempore | Albert Mauracher                                  | 1895                         | II/P | 12   | |
| Viehhofen                       |                              | Pfarrkirche Viehhofen                          |      | Orgelempore | Hans Mertel                                       | 1908                         | I/P  | 6    | |
| Wald im Pinzgau                 |                              | Pfarrkirche Wald im Pinzgau                    |      | Orgelempore | Bartholomäus Unterberger                          | 1836                         |      |      | durch Dreher & Reinisch 1958 erweitert |
| Zell am See                     |                              | Stadtpfarrkirche Zell am See                   |      | Orgelempore | Reinisch-Pirchner                                 | 1981                         | II/P | 24   | Disposition: |